# Oscar 1982
A 54.ª cerimônia de entrega dos Academy Awards (ou Oscars 1982), apresentada pela Academia de Artes e Ciências Cinematográficas, premiou os melhores atores, técnicos e filmes de 1981 no dia 29 de março de 1982, em Los Angeles e teve Johnny Carson como mestre de cerimônias.
A grande surpresa da noite foi a vitória de Carruagens de Fogo, eleito o melhor filme do ano. A produção britânica, que se passa durante as Olimpíadas de 1924, foi o segundo filme sobre esportes, depois de Rocky, um Lutador, em 1977, a vencer nessa categoria. "Carruagens de Fogo" concorria a 7 Oscars e venceu ainda nas categorias de roteiro original, figurino e trilha sonora, derrotando o grande favorito Reds, que, com 12 indicações, recebeu apenas 3 estatuetas, entre eles a de direção para Warren Beatty.
Esta foi apenas a terceira vez na história do Oscar que todas as produções indicadas a filme do ano também tiveram seus diretores indicados à melhor direção, fato raro acontecido antes somente nas edições de 1957 e 1964.
O veterano Henry Fonda, à época com 76 anos, e que, apesar da longeva carreira no cinema, só tinha recebido uma indicação pelo clássico As Vinhas da Ira, em 1941, levou o Oscar por sua atuação em Num Lago Dourado, tornando-se então o ator mais velho a vencer na categoria principal, recorde mantido até a atualidade (o recorde pertencia desde 1970 ao ator John Wayne, premiado aos 62 anos de idade). Foi produzido por Jane Fonda, sua filha no filme e na vida real, e que também concorria a melhor atriz coadjuvante.
A atriz Katharine Hepburn, co-estrela de Num Lago Dourado, ao receber o seu quarto Oscar de melhor atriz, bateu o próprio recorde de premiações na categoria de atriz principal, vigente até os dias de hoje (nenhuma outra atriz havia sido premiada na categoria de atriz principal mais do que duas vezes, até 2021quando Frances McDormand venceu o 3° Oscar da carreira). Esta foi a primeira e única vez que as atrizes mais vezes indicadas da história do Oscar, Katharine Hepburn e Meryl Streep, concorreriam na mesma categoria. Katharine Hepburn também se tornou a atriz mais velha a vencer o Oscar de melhor atriz, estando com setenta e quatro anos de idade no dia da cerimônia. Até então, o recorde de atriz mais velha premiada na categoria de atriz principal pertencia, desde 1932, à Marie Dressler, que tinha sessenta e três anos no dia da cerimônia do Oscar, quando recebeu a estatueta por Min and Bill. O recorde de Hepburn foi superado em 1990 por Jessica Tandy, premiada aos 80 anos de idade por Driving Miss Daisy.
A edição do Oscar de 1982 foi a estreia da categoria competitiva de melhor maquiagem. O filme Um Lobisomem Americano em Londres foi a primeira produção a receber a estatueta nessa categoria.
A música instrumental "Chariots of Fire", composta pelo grego Vangelis, integrante da trilha sonora de Carruagens de Fogo, vencedora do Oscar, tornou-se um hino extraoficial das Olimpíadas.
Diana Ross, em dueto com Lionel Richie, o destaque do Grammy do ano anterior, Christopher Cross, a cantora Sheena Easton e o dançarino Gregory Hines, além de personagens de Os Muppets, apresentaram-se em performances musicais no palco do Oscar 1982.
A atriz Barbara Stanwyck recebeu o Oscar honorário em homenagem apresentada por John Travolta.

## Indicados-nomeados

### Melhor Filme
- Carruagens de Fogo

- Num Lago Dourado
- Reds
- Atlantic City
- Caçadores da Arca Perdida

### Melhor Direção
- Warren Beatty por 'Reds''

- Hugh Hudson' por Carruagens de Fogo
- Louis Malle' por Atlantic City
- Mark Rydell' por Num Lago Dourado
- Steven Spielberg' por Caçadores da Arca Perdida

### Melhor Ator
- Henry Fonda por 'Num Lago Dourado''

- Burt Lancaster' por Atlantic City
- Paul Newman' por Ausência de Malícia
- Dudley Moore' por Arthur, o milionário sedutor
- Warren Beatty' por Reds

### Melhor Atriz
- Katharine Hepburn por 'Num Lago Dourado''

- Susan Sarandon' por Atlantic City
- Meryl Streep' por The French Lieutenant's Woman
- Marsha Mason' por O Doce Sabor de um Sorriso
- Diane Keaton' por Reds

### Melhor Ator Coadjuvante
- John Gielgud por 'Arthur, o milionário sedutor''

- Jack Nicholson' por Reds
- Howard E. Rollins Jr.' por Na Época do Ragtime
- James Coco' por O Doce Sabor de um Sorriso
- Ian Holm' por Carruagens de Fogo

### Melhor Atriz Coadjuvante
- Maureen Stapleton por 'Reds''

- Jane Fonda' por Num Lago Dourado
- Joan Hackett' por O Doce Sabor de um Sorriso
- Melinda Dillon' por Ausência de Malícia
- Elizabeth McGovern' por Na Época do Ragtime

### Melhor Filme de Língua Estrangeira
- Mephisto  (Hungria)

- Tre fratelli' (Itália)
- Das Boot ist voll' (Suíça)
- Doro no kawa' (Japão)
- O Homem de Ferro' (Polônia)

### Melhor Roteiro Original
- Carruagens de Fogo

- Arthur, o milionário sedutor''
- Ausência de Malícia''
- Reds''
- Atlantic City''

### Melhor Roteiro Adaptado
- Num Lago Dourado

- Na Época do Ragtime''
- Dinheiro do Céu''
- O Príncipe da Cidade''
- The French Lieutenant's Woman''

### Melhor Figurino
- Carruagens de Fogo

- The French Lieutenant's Woman''
- Reds''
- Na Época do Ragtime''
- Dinheiro do Céu''

### Melhor Maquiagem
- Um Lobisomem Americano em Londres

- Heartbeeps''

### Melhor Montagem
- Caçadores da Arca Perdida

- Reds''
- The French Lieutenant's Woman''
- Num Lago Dourado''
- Carruagens de Fogo''

### Melhores Efeitos Visuais
- Caçadores da Arca Perdida

- O Dragão e o Feiticeiro''

### Melhor Fotografia
- Reds

- Excalibur''
- Num Lago Dourado''
- Na Época do Ragtime''
- Caçadores da Arca Perdida''

### Melhor Som
- Caçadores da Arca Perdida

- Reds''
- Outland - Comando Titânio''
- Num Lago Dourado''
- Dinheiro do Céu''

### Melhor Edição de Som (Especial)
- Caçadores da Arca Perdida

### Melhor Trilha Sonora
- Carruagens de Fogo

- Na Época do Ragtime''
- Caçadores da Arca Perdida''
- O Dragão e o Feiticeiro''
- Num Lago Dourado''

### Melhor Canção Original
- Arthur, o milionário sedutor

(pela canção Best That You Can Do)
- 007 - Somente para seus olhos

(pela canção For Your Eyes Only))
- A Grande Farra dos Muppets

(pela canção The First Time It Happens)
- Na Época do Ragtime

(pela canção One More Hour))
- Endless Love

(pela canção Endless Love)

### Melhor Direção de Arte
- Caçadores da Arca Perdida

- Na Época do Ragtime''
- Reds''
- O Portal do Paraíso''
- The French Lieutenant's Woman''

### Melhor Documentário
- Genocide

### Melhor Curta-Metragem
- Violet

### Melhor Documentário em Curta-Metragem
- Close Harmony

### Melhor Animação em Curta-Metragem
- Crac